# 고고촌 (아오모리현)
고고촌(五郷村)은 아오모리현 미나미쓰가루군에 설치되었던 촌이다. 현재의 아오모리시에 해당한다.

## 지리
고고촌은 산 기슭에 위치했었다.
- 산 :온샤산(御社山), 쓰카모리산(塚森山)
- 강 :혼고강(本郷川), 쇼헤이쓰강(正平津川), 오사와강(大沢川), 아카비라강(赤平川)

## 연혁
- 1889년 4월 1일 - 정촌제 시행에 의해 미나미쓰가루군 혼고촌, 호소노촌, 아이자와촌, 요시우치촌, 기타나카노촌과 합병해, 이사토촌이 성립하였다.
- 1954년 12월 15일 - 미나미쓰가루군 나미오카정, 오가사와촌, 오스기촌과 합병해 나미오카정이 되었다.